# Pamela H. Smith
Pamela H. Smith (* 30. November 1957) ist eine Wissenschaftshistorikerin.

## Leben
Smith studierte von 1976 bis 1979 Wissenschaftsgeschichte und -theorie an der University of Wollongong in New South Wales und erhielt dort im November 1979 einen Bachelor of Arts mit First Class Honors. Von 1983 bis 1990 studierte sie an der Johns Hopkins University in Baltimore, Maryland und promovierte dort im Mai 1991 am Department of the History of Science zum Ph.D. Der Titel ihrer Dissertation war Alchemy, Credit, and the Commerce of Words and Things: Johann Joachim Becher at the Courts of the Holy Roman Empire, 1635–82. Ihr Doktorvater war der Chemiehistoriker Owen Hannaway.
Ab 1990 lehrte sie am Pomona College, erst als Assistant Professor, dann als Associate Professor und schließlich ab 2000 als Professorin. Als solche hatte sie von 2000 bis 2005 den Lehrstuhl des Margaret and Edwin F. Hahn Professor in the Social Sciences inne. Neben ihrer Lehrtätigkeit war sie von 1992 bis 2003 Vorsitzende des Science, Technology and Society Program der Claremont Colleges, sowie von 1996 bis 2003 Direktorin für European Studies am Claremont Graduate University.
2005 wechselte Smith an die Columbia University in New York City und lehrt dort als Seth Low Professor of History Wissenschaftsgeschichte sowie zu früher neuzeitlicher europäischer Geschichte. Seit 2013 ist sie Gründungsdirektorin des zur Universität gehörenden Center for Science and Society.
2014 war sie Visiting Scholar am Max-Planck-Institut für Wissenschaftsgeschichte in Berlin-Dahlem. Sie ist Mitglied der American Historical Association, der American Association for Netherlandic Studies, der History of Science Society, der Historians of Netherlandish Art, von Frühe Neuzeit Interdisziplinär, der British Society for the History of Science, der Renaissance Society of America, der Society for the History of Technology und der Historical Metallurgy Society.
Für ihr Buch The Business of Alchemy: Science and Culture in the Holy Roman Empire erhielt sie 1995 den Pfizer Award der History of Science Society. Für ihr Buch The Body of the Artisan: Art and Experience in the Scientific Revolution erhielt sie 2005 den Leo Gershoy Award der American Historical Association.

## Veröffentlichungen
- The Business of Alchemy. Science and Culture in the Holy Roman Empire. Princeton University Press, Princeton 1994, ISBN 0-691-05691-9.
- mit Paula Findlen (Hrsg.): Merchants and Marvels. Commerce, Science and Art in Early Modern Europe. Routledge, New York 2002, ISBN 0-415-92815-X.
- The Body of the Artisan. Art and Experience in the Scientific Revolution. University of Chicago Press, Chicago 2004, ISBN 0-226-76399-4.
- mit Benjamin Schmidt (Hrsg.): Making Knowledge in Early Modern Europe. Practices, Objects, and Texts, 1400–1800. University of Chicago Press, Chicago/London 2008, ISBN 978-0-226-76328-6.
- mit Amy R. W. Meyers, Harold J. Cook (Hrsg.): Ways of Making and Knowing. The Material Culture of Empirical Knowledge. University of Michigan Press, Ann Arbor 2014, ISBN 978-0-472-11927-1.
- mit Christy Anderson, Anne Dunlop (Hrsg.): The Matter of Art. Materials, Practices, Cultural Logics, c. 1250–1750. Manchester University Press, Manchester 2015, ISBN 978-0-7190-9060-8.